# Імені Жанкожа-батира
імені Жанкожа́-батира (каз. Жанқожа батыр ат.а.) — село у складі Казалінського району Кизилординської області Казахстану. Адміністративний центр та єдиний населений пункт Арикбалицького сільського округу.
У радянські часи село називалось Жиделі, 40 літ Казахської РСР.
Населення — 1531 особа (2021; 1831 у 2009, 1701 у 1999, 1681 у 1989).